# Montipora millepora
Montipora millepora är en korallart som beskrevs av Crossland 1952. Montipora millepora ingår i släktet Montipora och familjen Acroporidae. IUCN kategoriserar arten globalt som livskraftig. Inga underarter finns listade i Catalogue of Life.